# نجاة بدري
نجاة بدري من مواليد 19 مايو 1988 ، لاعبة كرة قدم مغربية دولية تلعب كلاعبة خط وسط في الجيش الملكي .

## المسيرة الكروية

### مكانتها في النادي
نجاة بدري لعبت لأول مرة مع رجاء عين حرودة قبل أن تنضم إلى الجيش الملكي .

#### دوري أبطال أفريقيا 2021
مع الجيش الملكي، تمكنت من التأهل إلى المرحلة النهائية من النسخة الأولى من دوري أبطال أفريقيا الذي أقيم في مصر . وقد لعبت رسميا في جميع اللقاءات ، وسجلت هدفين خلال هذه النسخة.

### مسارها الدولي

#### كأس الأمم الأفريقية 2022
أدرج اسمها في قائمة 26 لاعبة  شاركن في كأس الأمم الأفريقية 2022 من 2 إلى 23 يوليو 2022 في المغرب، ووصلن إلى المباراة النهائية للمسابقة بعد هزيمتهن 1-2 أمام جنوب أفريقيا في مجمع الرياضة مولاي عبد الله  .

#### الاستعدادات لكأس العالم 2023
في إطار الاستعدادات لكأس العالم 2023، اختيرت بدري من قبل رينالد بيدروز للمشاركة في تدريب في قادس ( إسبانيا ) في أكتوبر 2022 حيث واجه المغرب منتخبي بولندا وكندا (بطل الأولمبياد 2020. شاركت في المباراتين اللتين انتهت بهزيمة المغرب (4-0).

## الجوائز

### في النادي
نادي الجيش الملكي للسيدات
- بطولة المغرب (7):
  - بطلة: 2016 ، 2017 ، 2018 ، 2019 ، 2020 ، 2021 ، 2022 .
- كأس العرش (5):
  - فائزة: 2016 ، 2017 ، 2018 ، 2019 ، 2020
- دوري أبطال أفريقيا (1):
  - فازت بالميدالية الأولى: سنة 2022
  - وحصلت على الرتبة الثالثة سنة2021

### مع المنتخب
فريق المغرب
- فازت بالرتبة الأولى في بطولة مالطا الدولية
  - عام 2022
- كأس الأمم الأفريقية
  - تأهلت للتصفيات النهائية في عام 2022